# جوانا مرلین
جوانا مرلین (انگلیسی: Joanna Merlin؛ زادهٔ ۱۵ ژوئیهٔ ۱۹۳۱) هنرپیشه اهل ایالات متحده آمریکا است.

## بخشی از فیلمشناسی
- ده فرمان (فیلم ۱۹۵۶) (۱۹۵۶)
- خیابان هستر (فیلم) (۱۹۷۵)
- اینطور چیزها (فیلم) (۱۹۷۹)
- شهرت (فیلم ۱۹۸۰) (۱۹۸۰)
- میدان‌های کشتار (فیلم) (۱۹۸۴)
- سال اژدها (۱۹۸۵)
- مشکل بزرگ در چین کوچک (۱۹۸۶)
- شاهزاده تاریکی (۱۹۸۷)
- آخرین امپراتور (۱۹۸۷)
- میستیک پیتزا (۱۹۸۸)
- آقا و خانم بریج (۱۹۹۰)
- فعالیت کلاسی (فیلم) (۱۹۹۱)
- عاشق (فیلم ۱۹۹۲) (۱۹۹۲)
- بودای کوچک (۱۹۹۳)
- ام. باترفلای (۱۹۹۳)
- آقای شگفت‌انگیز (فیلم) (۱۹۹۳)
- جفرسون در پاریس (۱۹۹۵)
- دو بیت (۱۹۹۵)
- شهر فرشته‌ها (فیلم) (۱۹۹۸)
- تهاجم (فیلم ۲۰۰۷) (۲۰۰۷)
- حکایت زمستان (۱۹۶۷)
- پرستار (۱۹۸۰)
- دنیایی دیگر (مجموعه تلویزیونی) (۱۹۸۲)
- داستان‌های شگفت‌انگیز (مجموعه تلویزیونی ۱۹۸۵) (۱۹۸۶)
- همسر خوب (۲۰۱۱)
- میهن (مجموعه تلویزیونی) (۲۰۱۳)
- به‌سوی جنگل (۱۹۸۷)